# Llengua de signes aràbiga llevantina
La llengua de signes aràbiga llevantina (àrab: لغة الإشارة العربية الشرقية, luḡat al-ixāra al-ʿarabiyya ax-xarqiyya), també coneguda com a llengua de signes siro-palestina (àrab: لغة الإشارة السريانية الفلسطينية, luḡat al-ixāra as-suryāniyya al-filasṭīniyya) és la llengua de signe de Jordània, Palestina, Síria, i Líban. Tot i que hi ha diferències significatives entre el vocabulari d'aquests quatre estats, no són molt més grans que les diferències regionals dins de cada estat. La seva gramàtica és bastant uniforme, i la intel·ligibilitat mútua és alta, la qual cosa sembla indicar que són dialectes d'una mateixa llengua.
La llengua normalment s'identifica pel nom del país:
- LS jordana: لغة الإشارة الأردنية, luḡat al-ixāra al-urduniyya (LIU)
- LS libanesa: لغة الإشارات اللبنانية, luḡat al-ixāra al-lubnāniyya (LIL)
- LS palestina: لغة الاشارات الفلسطينية, luḡat al-ixāra al-filasṭīniyya (LIF)
- LS siriana: لغة الإشارة السورية, luḡat al-ixāra as-sūriyya (LIS)